# OŚ AZS Olsztyn
OŚ AZS Olsztyn – jednostka organizacyjna Akademickiego Związku Sportowego z siedzibą w Olsztynie. Jest jedną z 17 organizacji środowiskowych AZS działających na terenie kraju.

## Barwy i gryf
Jednostka używa barw, flagi i znaków organizacyjnych AZS. Barwami jednostki są: kolor biały i zielony. Godłem jednostki jest biały gryf na zielonym polu.

## Działalność
OŚ AZS Olsztyn działa w środowisku młodzieży akademickiej i szkolnej na terenie Olsztyna oraz województwa warmińsko-mazurskiego.
W OŚ AZS Olsztyn zrzeszone są kluby uczelniane AZS, kluby środowiskowe AZS oraz środowiskowe sekcje sportowe AZS Olsztyna oraz województwa warmińsko-mazurskiego.

## Zrzeszane jednostki

### Kluby uczelniane
- AZS Olsztyńska Szkoła Wyższa
- AZS UWM Olsztyn
- AZS WSD Elbląg
- AZS PWSZ Elbląg
- AZS MWN Olecko